# Hirschel Levin

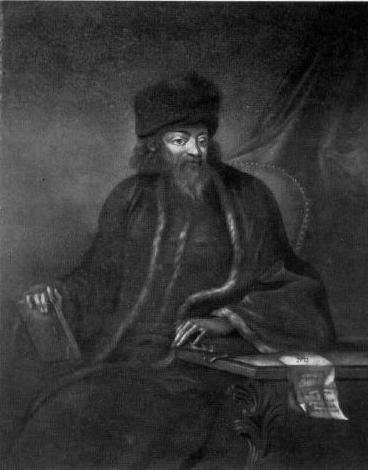
Hirschel Levin alias Hart Lyon

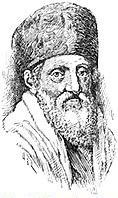
Bildnis aus der Jewish Encyclopedia

Hirschel Ben Aryeh Löb Levin (auch bekannt als Zvi Hirschel Levin, Hart Lyon und Hirshel Löbel; geb. 1721 in Rzeszów, Polen-Litauen; gest. 26. August 1800 in Berlin) war Großrabbiner des Vereinigten Königreichs, Oberlandesrabbiner in Berlin sowie Rabbiner von Halberstadt und Mannheim.

## Leben
Er wurde als Sohn von Aryeh Löb und Miriam Lowenstam im polnischen Rzeszów geboren. Sein Vater war Rabbiner in Amsterdam, seine Mutter war die Tochter von Zwi Hirsch Aschkenasi; er war zudem ein Nachkomme des polnischen Rabbiners Elijah Ba'al Shem von Chełm.
Levin war ein angesehener Talmudist und geriet im Jahr 1751 in die Auseinandersetzung zwischen Jacob Emden (der sein Onkel war) und Jonathan Eybeschütz, wobei er verständlicherweise für seinen Onkel Partei ergriff. Seine Episteln gegen Eibschütz machten einen großen Eindruck, so dass er 1756 zum Großrabbiner der Großen Synagoge in London erwählt wurde. Im  Jahr 1763 (oder 1764) trat er von dieser Position zurück, um das Rabbinat von Halberstadt anzunehmen; dort leitete er auch eine Talmudschule.
Seine Nachfolger in London waren Meshullam Solomon und Tevele Schiff, zwei konkurrierende Rabbiner, die von zwei differierenden Fraktionen der jüdischen Gemeinde von London ernannt wurden.
Levin wurde anschließend 1770 Rabbiner von Mannheim, und im Jahr 1772 (oder 1773) wurde er zum Oberrabbiner von Berlin ernannt. Er war gut befreundet mit Moses Mendelssohn.
Levin begann 1782 damit, den Schriftsteller Hartwig Wessely wegen seines Buches Divrei Shalom we-Emet („Worte des Friedens und der Wahrheit“, 1782) zu verfolgen, in dem Wessely in Bezug auf das kurz zuvor veröffentlichte Toleranzpatent von Joseph II. die betroffenen Juden in Österreich dazu aufrief, durch die Berücksichtigung weltlicher Inhalte in der Erziehung sich der Reform würdig zu erweisen. Levin untersagte den Druck des Werkes und bestand auf einer Ausweisung des Autors aus Berlin. Sein Freund Mendelssohn hingegen verteidigte Wessely, worunter die Freundschaft der beiden sehr litt.
Seine Glossen zum Talmud erschienen in der Vilnius-Auflage unter dem Namen Rabbi Tsvi Hersh Berlin. Sein Sohn Solomon Hirschell wurde ebenfalls Großrabbiner der deutschen und polnischen Gemeinde der Juden in Großbritannien. Sein älterer Sohn, Saul Berlin, wurde Talmudist und berüchtigter Fälscher des Besamim Rosh.